# Piro Kita
Piro Kita (ur. 5 czerwca 1953 w Korczy) – albański aktor.

## Życiorys
Ukończył studia na wydziale aktorskim Instytutu Sztuk w Tiranie. Po studiach rozpoczął pracę w Teatrze Skampa w Elbasanie. Na dużym ekranie zadebiutował w 1976 rolą dyrektora szkoły w filmie Zonja nga qyteti. Zagrał potem w 10 filmach fabularnych.

## Filmografia
- 1976: Zonja nga qyteti jako Bujar, dyrektor szkoły
- 1977: Streha e re jako agronom Petro
- 1978: Gjeneral gramafoni jako Fatmir
- 1979: Ballë për ballë jako Spiro
- 1979: Një natë nëntori jako lekarz
- 1979: Përtej mureve të gurta jako syn Mrs Neriman
- 1980: Shoqja nga fshati jako Bujar, dyrektor szkoły
- 1981: Kërcënimi jako Arben
- 1981: Thesari jako Gaqo
- 1986: Kronikë e atyre viteve
- 1989: Historiani dhe kameleonet jako współpracownik historyka
- 1990: Kronikë e një nate jako Mario
- 1990: Ngjyrat e moshës jako Sokol